# Протестантизм в Израиле

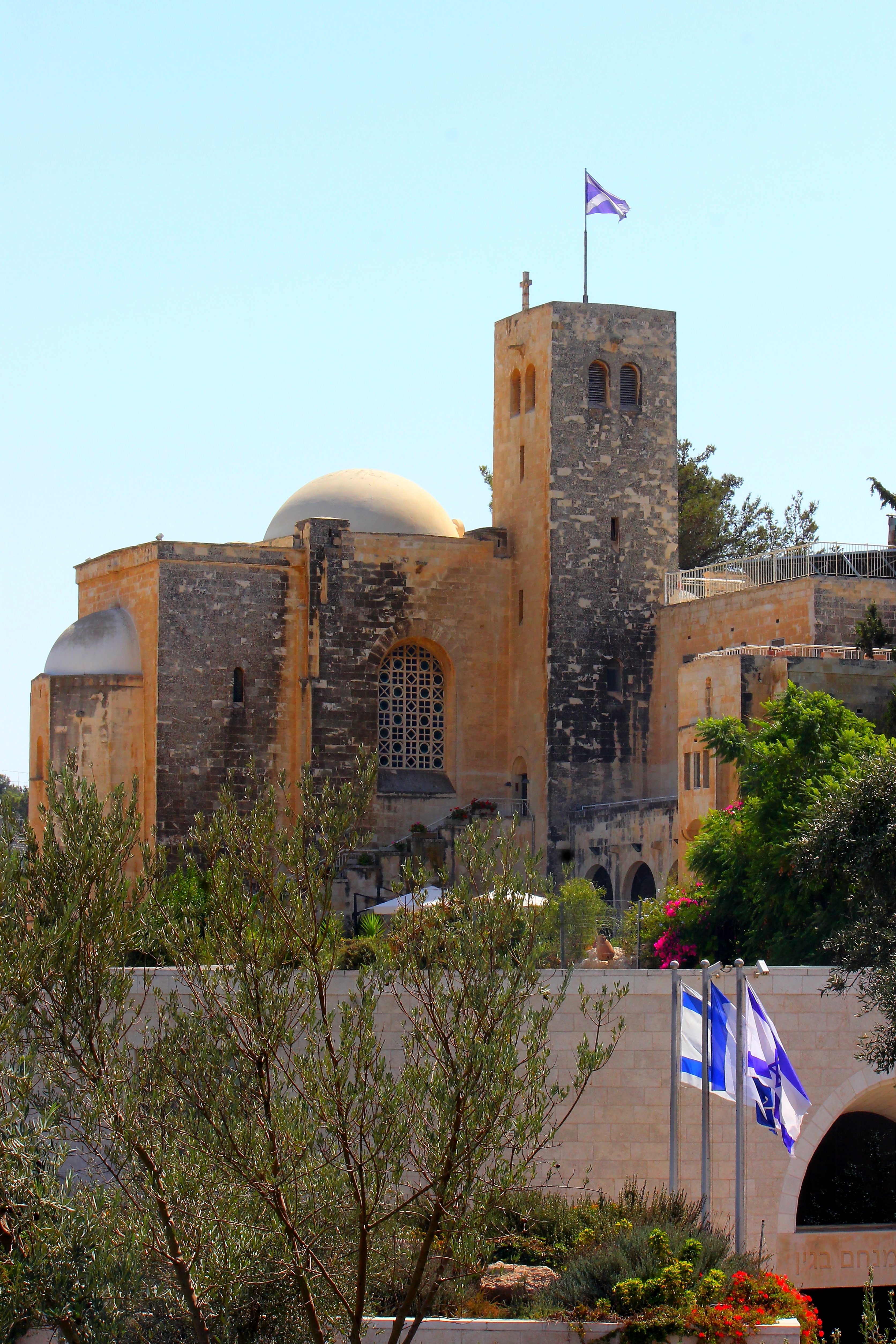
Протестантская церковь Св. Андрея в Иерусалиме

Протестантизм в Израиле — одно из направлений христианства в стране. По данным исследовательского центра Pew Research Center в 2010 году в Израиле проживало 30 тыс. протестантов, которые составляли 0,4 % населения этой страны. В данную цифру не включены ещё 30 тыс. протестантов, проживающих на палестинских территориях.
По этнической принадлежности свыше половины израильских протестантов — арабы. Протестанты имеются и среди евреев, в первую очередь — среди выходцев из США, Великобритании и стран Восточной Европы. Существенный процент протестанты составляют также среди постоянно живущих в стране филиппинцев, армян, фалаша. Немало протестантов и среди временно живущих в Израиле иностранцев — сотрудников дипмиссий, представительств, миротворцев ООН, сотрудников Красного Креста и т. д.

## Исторический обзор

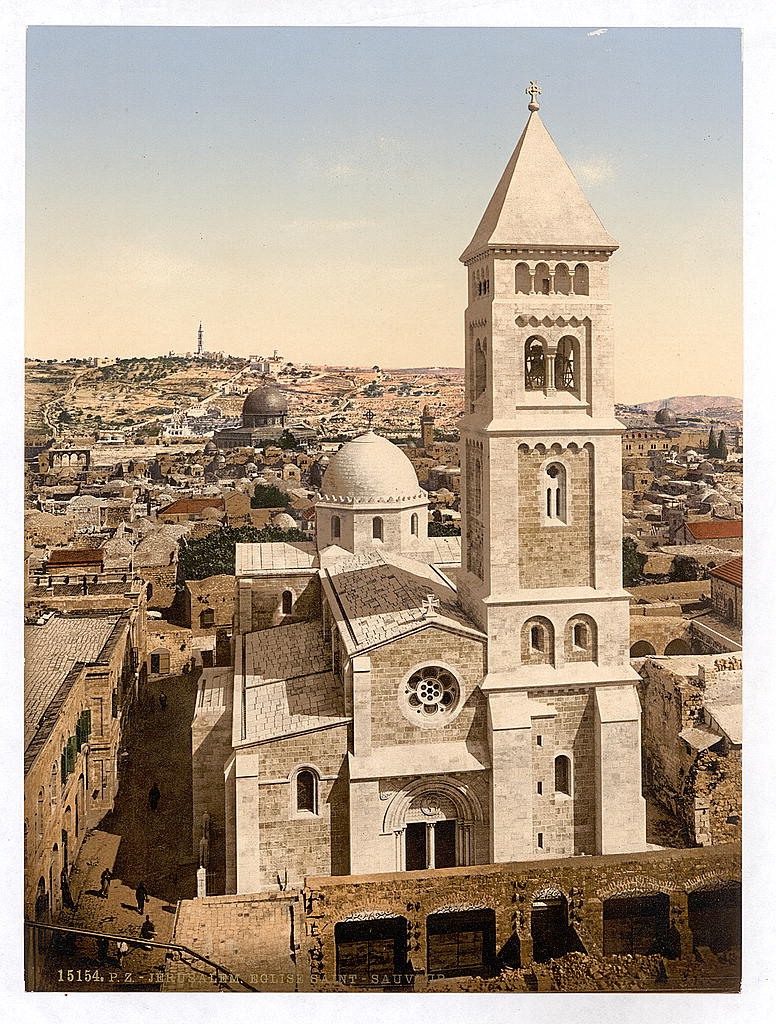
Лютеранская церковь Христа Искупителя в Иерусалиме, фото 1900 года

С начала XIX века, одновременно с появлением европейских дипломатических представительств, на территории Ближнего Востока начинают появляться протестантские общины. В 1820 году в Иерусалим прибыли представители «Лондонского общества распространения христианства среди евреев». Пресвитериане из Церкви Шотландии начали служение в Израиле в 1839 году. Совместная работа лютеран и англикан была начата в 1841 году, после того, как королева Виктория и прусский король Фридрих Вильгельм IV договорились о создании совместной протестантской епархии. Главой епархии был назначен Михаэль Соломон Александр, иудейский раввин, обратившийся в христианство. После смерти Александра в 1845 году его преемником стал Самюэл Гобат, руководивший церковью 33 года.
Служение протестантов было усилено Церковным миссионерским обществом, начавшим работу в 1851 году. С 1885 года в Израиле трудится Свободная церковь Шотландии, с 1886 года — независимые германские лютеранские миссии.
Первоначально служение протестантов не имело успеха среди израильских евреев, однако они сумели привлечь в свои ряды часть арабов-христиан. Социальное служение протестантов, открытие больниц и приютов позволило закрепить миссионерские успехи; особенно успешным был рост протестантизма во времена британского мандата. Создание независимого государства Израиль в 1948 году вызвало массовый отток из Палестины арабов, среди которых было немало протестантов. Так, англиканская церковь потеряла в это время примерно три четверти верующих.

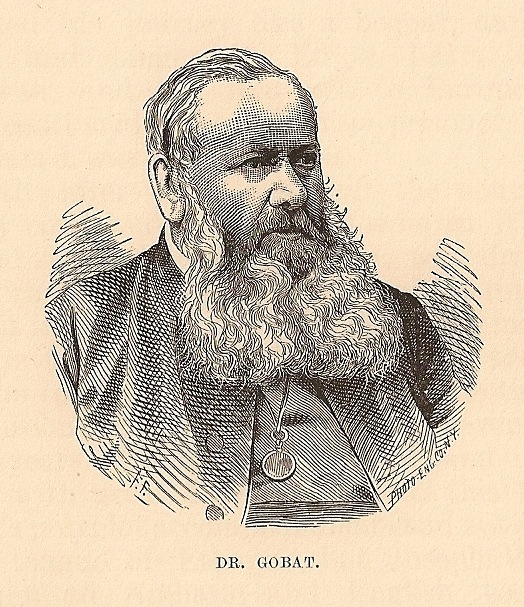
Самюэль Гобат, протестантский епископ Иерусалима в 1846—1879 гг.

На рубеже XIX и XX веков на территории современного Израиля появились две перфекционистские организации: Христианский и миссионерский альянс (1890) и Церковь назарян (1921).
Первым баптистским миссионером в стране был сириец Шукри Моса, дед Эдварда Саида. Моса получил крещение в Иллинойсе и в 1911 году прибыл в Цфат. Ему удалось создать первую баптистскую общину лишь в 1921 году в Назарете. К моменту провозглашения независимости, в Израиле действовали 4 баптистские общины — в Назарете, Иерусалиме (с 1925), Тель-Авиве и Хайфе (с 1936). Ассоциация баптистских церквей Израиля была создана в 1964 году.
С конца XIX века территорию Палестины посещали адвентистские проповедники. Первую адвентистскую церковь удалось организовать в Яффе Людвигу Конради, который посетил край в 1904 году.
Церковь состояла из немецких новообращённых и семей адвентистских миссионеров. Однако Первая мировая война прервала усилия адвентистов; лишь в 1930-х годах адвентисты вновь начали свою проповедь. В 1952 году в стране было 12 членов адвентистской церкви.
Создание государства Израиль в 1948 году многими консервативными протестантами рассматривалось как исполнение библейских пророчеств о последних временах и признак скорого Второго пришествия. Руководимые данными соображениями, многие пятидесятнические миссии начали служение в Израиле во второй половине XX века. С 1970-х годов в Израиле стали появляться общины мессианских евреев, многие из которых в вероучении и практике являются харизматическими.

## Современное состояние

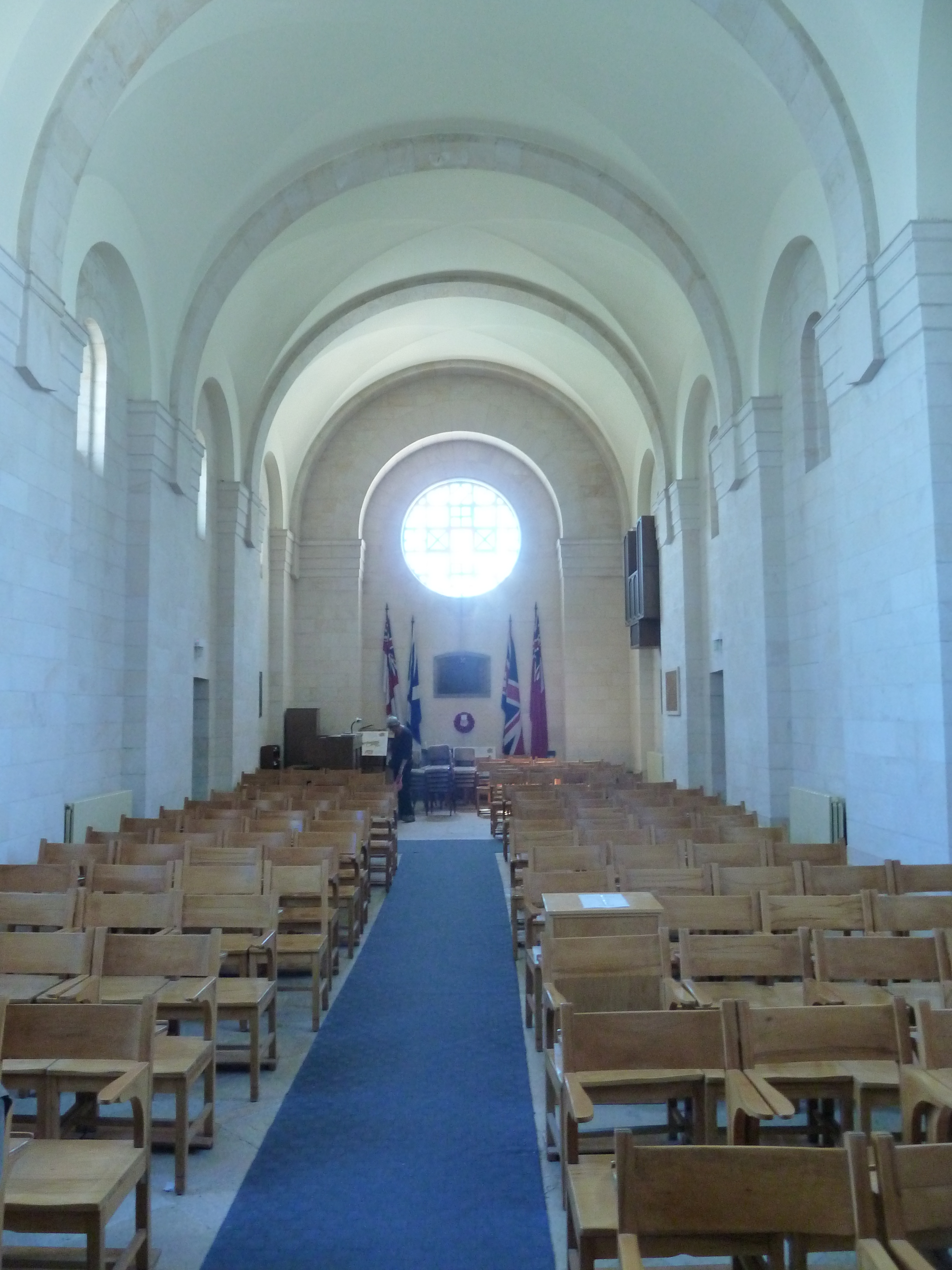
Богослужебный зал англиканской церкви в Иерусалиме

Динамично растущую группу в Израиле представляют пятидесятники (9 тыс.). Большинство из них являются прихожанами самостоятельных общин мессианских евреев. В стране также действуют Ассамблеи Бога (5 общин, 2 тыс. верующих), Церковь Бога пророчеств, Объединённая пятидесятническая церковь (3 общины). С 1996 года в Израиле действует Искупленная христианская церковь Божья (4 общины).
Большинство израильских баптистов (3 тыс.) проживают в Галилее и являются арабами. Почти все баптистские церкви Израиля входят в Ассоциацию баптистских церквей Израиля (20 общин и 800 взрослых, крещённых членов). По состоянию на 2004 год, в Ассоциацию (помимо арабоязычных общин) входили две еврейские общины, две — испанские, одна — филиппинская и одна русскоязычная община. Вне Ассоциации действуют две церкви, связанные с Американской баптистской ассоциацией (в Иерусалиме и Рамалле) и одна церковь реформированных баптистов (в Тель-Авиве). Кроме того, есть несколько русскоязычных церквей ЕХБ — евангельских христиан-баптистов, связанных с МСЦ ЕХБ, общей численностью до ста взрослых крещёных членов церкви.
Англикане Израиля (450 человек) входят в Епископальную церковь Иерусалима и Ближнего Востока. Непосредственно на территории Израиля действуют две англиканские церкви; одна из них — Церковь Христа, является старейшей протестантской церковью страны, вторая — Собор святого Георгия, используется как резиденцией англиканского архиепископа.
Пресвитерианские церкви имеются в Иерусалиме и Тверии. В церкви Св. Андрея в Иерусалиме отдельно проводятся богослужения на голландском, французском и корейском языках. Реформатской в вероучении является христианская ассамблея «Благодать и истина» (400 чел.) в Ришон-ле-Ционе.

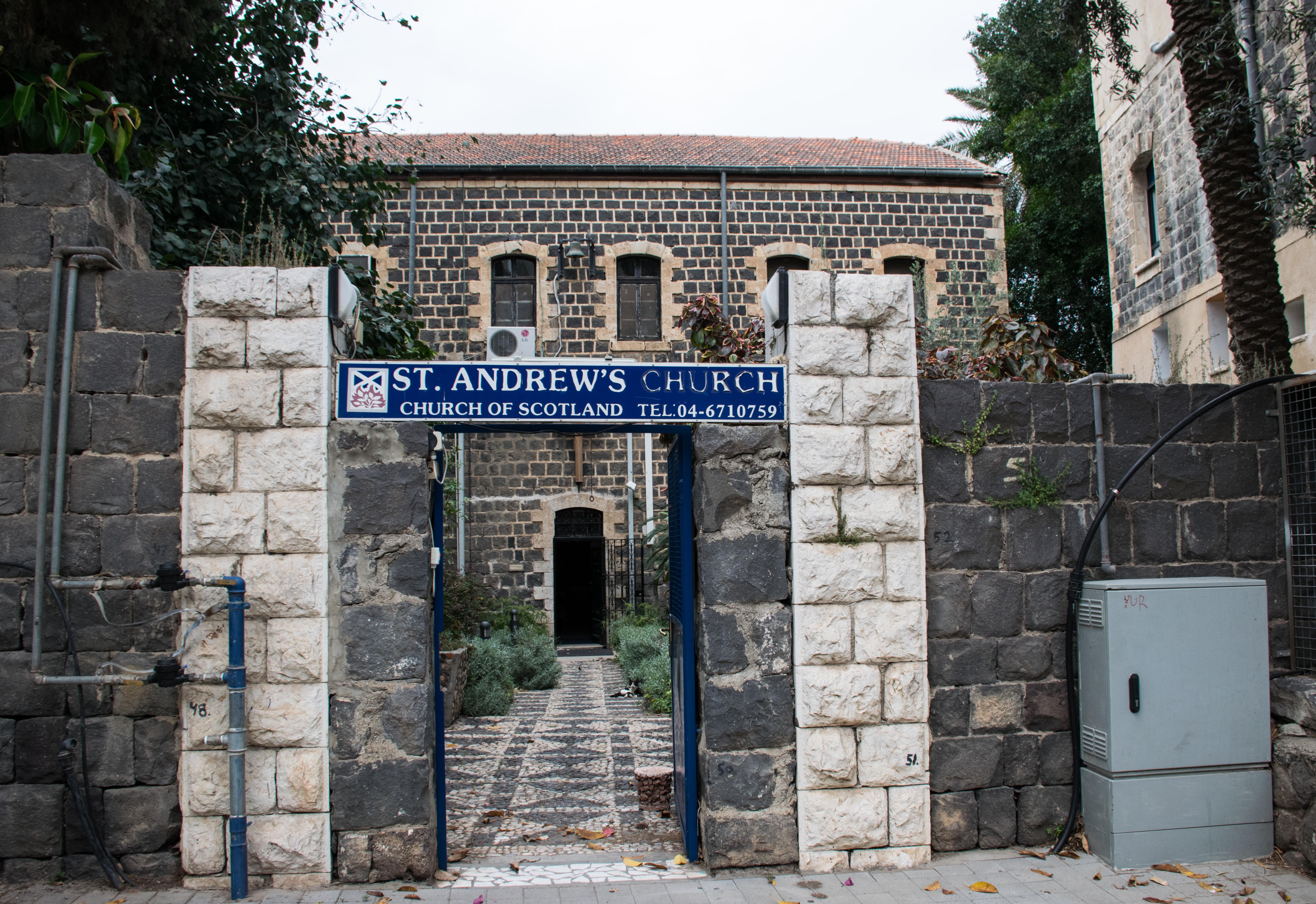
Пресвитерианская церковь в Тверии

Израильские лютеране представлены тремя организациями. Евангелическая лютеранская церковь Иордании и Святой земли на территории Израиля имеет лишь одну церковь — в Иерусалиме (ещё 4 общины действуют на палестинской территории — в Бейт-Джане, Рамалле, Бейт-Сахуре и Бейт-Джале). Помимо этой лютеранской организации в Израиле действует Финская евангелическая лютеранская миссия (1 община, 80 человек) и Лютеранская церковь Эммануила (1 община, 80 человек).
В Израиле представлены и другие протестантские конфессии. Это Новоапостольская церковь (1 тыс. верующих), церковь адвентистов седьмого дня (18 общин, 883 члена), ученики Христа, плимутские братья (6 общин), Христианский и миссионерский альянс (4 церкви, 500 человек), назаряне (4 церкви, 335 членов).
Отдельную группу протестантов в Израиле представляют мессианские евреи. Их общины, состоящие преимущественно из этнических евреев, стремятся сохранить свою национальную и культурную самобытность. Мессианские евреи утверждают, что совмещают веру во Христа с особенностями традиционной еврейской религии. Значительная часть мессианских евреев в Израиле — это выходцы из бывшего СССР. В 2005 году в Израиле насчитывалось ок. 100 общин мессианских евреев, численность верующих оценивается в 9—12 тыс. человек.